# Mala Iuriivka, Lutuhîne
Mala Iuriivka (în ucraineană Мала Юр'ївка) este un sat în comuna Illiria din raionul Lutuhîne, regiunea Luhansk, Ucraina.

## Demografie
Componența lingvistică a localității Mala Iuriivka
     Ucraineană (92,53%)
     Rusă (7,47%)
Conform recensământului din 2001, majoritatea populației localității Mala Iuriivka era vorbitoare de ucraineană (92,53%), existând în minoritate și vorbitori de rusă (7,47%).